# Charles Lafont du Cujula
Charles Marie Lafont du Cujula est un homme politique français né le 16 avril 1749 à Agen (Lot-et-Garonne) et décédé le 1er novembre 1811 au même lieu.

## Biographie
Consul à Agen sous l'Ancien régime, il est aussi commissaire de la Noblesse de l'Agenois. Maire d'Agen sous la Révolution et président de l'administration du district, il est député de Lot-et-Garonne de 1791 à 1792. Membre du directoire du département, il retrouve un siège de député au Conseil des Cinq-Cents le 27 germinal an VII. Rallié au coup d'État du 18 Brumaire, il siège au corps législatif jusqu'à son décès. Il est, en même temps, secrétaire général de la préfecture à Agen.

## Sources
- « Charles Lafont du Cujula », dans Adolphe Robert et Gaston Cougny, Dictionnaire des parlementaires français, Edgar Bourloton, 1889-1891 [détail de l’édition]